# Маммиллярия белоснежная
Маммилля́рия белосне́жная (лат. Mammillária candída) — вид кактусов, традиционно включаемый в род Маммиллярия (Mammillaria), но, согласно современной классификации, относящийся к роду Mammilloydia.

## Описание
Стебель сдавленный, форма его — от приплюснуто-шаровидной до шаровидной, до 10—14 см в диаметре и до 30 см в высоту. С возрастом становится короткоцилиндрическим. Эпидермис сине-зелёный.
Колючки полностью покрывают стебель растения. Центральных колючек от 8—12, до 1 см длиной, они белые или с розоватыми или красновато-коричневыми концами. Радиальных колючек около 55, они до 1,5 см длиной, белые. Ареолы с небольшим количеством пуха. Длина, число и цвет колючек в зависимости от региона произрастания изменяются. В Нориа-де-лас-Флорес встречаются экземпляры с коричневыми колючками.
Цветки появляются у основания туберкул, 2—3 см длиной, бело-розовые или розовые, с зеленовато-красной полоской посередине каждого лепестка. Рыльца красные, с пурпурным оттенком.
Продолговатые, цилиндрические ярко-красные плоды длиной до 2 см, образующие гирлянду, появляются на верхушке растения весной следующего года после цветения. Семена длиной около 1 мм, чёрные, глянцевые, гладкие или в мелких бугорках.
Жители Мексики называют этот вид «кактус — снежный ком» или «кактус — снежная подушка с булавками». Английское название — Snowball Cactus.

## Распространение
Произрастает в центральных и северных штатах Мексики в зарослях ксерофитных кустарников на известковых почвах. Распространён в штатах Коауила, Нуэво-Леон, Сан-Луис-Потоси, Тамаулипас на высоте от 500 до 2 500 метров над уровнем моря.

## Синонимы
- Chilita candida (Scheidw.) Orcutt 1926
- Chilita estanzuelensis (H.Moeller ex A.Berger 1929) Buxb. 1954
- Neomammillaria ortizrubiana Bravo 1931
- Mammillaria estanzuelensis H.Moeller ex A.Berger 1929
- Mammillaria ortizrubiana (Bravo) Werderm. ex Backeb. 1931
  - Mammillaria candida var. caespitosa
  - Mammillaria candida var. estanzuelensis
  - Mammillaria candida subsp. ortizrubiana
  - Mammillaria candida var. rosea
- Mammilloydia candida (Scheidw. 1838) Buxb. 1951
  - Mammilloydia candida subsp. ortizrubiana (Bravo) Krainz 1974
- Mammilloydia ortizrubiana (Bravo) Buxb. 1951

## Проблематика определения вида
Этот вид Международной организацией по изучению суккулентных растений (IOS) недавно выведен из рода Mammillaria и приписан к роду Mammilloydia. Главная отличительная черта — семена. Они гладкие (или в мелких бугорках), в противоположность семенам всех остальных видов в роде Маммилярия, которые покрыты сетчатым узором.
Многие коллекционеры кактусов по традиции относят этот вид к роду Mammillaria.